# Хикмен (округ, Кентукки)
Хи́кмен (англ. Hickman County) — округ в штате Кентукки, США. Официально образован в 1822 году. По состоянию на 2010 год, численность населения составляла 4902 человека.

## География
По данным Бюро переписи США, общая площадь округа равняется 655,115 км2, из которых 633,100 км2 суша и 8,490 км2 или 3,360 % это водоёмы.

## Население
По данным переписи населения 2000 года в округе проживает 5 262 жителей в составе 2 188 домашних хозяйств и 1 542 семей. Плотность населения составляет 8,50 человек на км2. На территории округа насчитывается 2 436 жилых строений, при плотности застройки около 3,90-ти строения на км2. Расовый состав населения: белые — 88,35 %, афроамериканцы — 9,90 %, коренные американцы (индейцы) — 0,29 %, азиаты — 0,06 %, гавайцы — 0,00 %, представители других рас — 0,17 %, представители двух или более рас — 1,24 %. Испаноязычные составляли 1,03 % населения независимо от расы.
В составе 28,20 % из общего числа домашних хозяйств проживают дети в возрасте до 18 лет, 56,50 % домашних хозяйств представляют собой супружеские пары проживающие вместе, 10,80 % домашних хозяйств представляют собой одиноких женщин без супруга, 29,50 % домашних хозяйств не имеют отношения к семьям, 27,60 % домашних хозяйств состоят из одного человека, 13,00 % домашних хозяйств состоят из престарелых (65 лет и старше), проживающих в одиночестве. Средний размер домашнего хозяйства составляет 2,34 человека, и средний размер семьи 2,82 человека.
Возрастной состав округа: 22,10 % моложе 18 лет, 6,90 % от 18 до 24, 26,70 % от 25 до 44, 25,90 % от 45 до 64 и 25,90 % от 65 и старше. Средний возраст жителя округа 41 лет. На каждые 100 женщин приходится 91,30 мужчин. На каждые 100 женщин старше 18 лет приходится 88,90 мужчин.
Средний доход на домохозяйство в округе составлял 31 615 USD, на семью — 37 049 USD. Среднестатистический заработок мужчины был 28 438 USD против 18 506 USD для женщины. Доход на душу населения составлял 17 279 USD. Около 14,20 % семей и 17,40 % общего населения находились ниже черты бедности, в том числе — 27,70 % молодёжи (тех, кому ещё не исполнилось 18 лет) и 13,80 % тех, кому было уже больше 65 лет.